# مارتي كيوف
مارتي كيوف (بالإنجليزية: Marty Keough) هو لاعب كرة قاعدة أمريكي، ولد في 13 أبريل 1935 في أوكلاند في الولايات المتحدة.

## وصلات خارجية
- مارتي كيوف على موقع الدوري الياباني لكرة القاعدة (الإنجليزية)
- مارتي كيوف على موقعبيزبول رفرنس.كوم (الدوري الرئيسي) (الإنجليزية)
- مارتي كيوف على موقعبيزبول رفرنس.كوم (الدوري الثانوي) (الإنجليزية)
- مارتي كيوف على موقع جمعية أبحاث البيسبول الأمريكية (الإنجليزية)
- مارتي كيوف على موقع إي إس بي إن.كوم (أم.أل.بي) (الإنجليزية)
- مارتي كيوف على موقع مشجعي الرسوم البيانية (الإنجليزية)